# Mühlenbach (Ruhr, Saarn)
Der Mühlenbach ist ein gut viereinhalb Kilometer langer sandgeprägter Tieflandbach im Ruhrtal sowie ein südlicher und linker Zufluss der Ruhr auf dem Gebiet der Mülheimer Stadtteile Mintard und Saarn in Nordrhein-Westfalen.

## Geographie

### Verlauf
Der Mühlenbach entspringt im Mülheimer Stadtteil Mintard bei den Mintarder Höfen auf einer Höhe von 40 m ü. NHN in einem südlich der BAB 52 und direkt westlich der L 62 gelegenen Wiese. Seine Quelle liegt im 
Landschaftsschutzgebiet-Ruhraue zwischen Menden und Mintard unweit des Gestüts Breithof.
Der Bach unterquert zunächst die Mintarder Ruhrtalbrücke und fließt dann durch Wiesen der Flur Auf’m Hofacker in nordwestlicher Richtung östlich an der Reitanlage Niedener Hof vorbei. Nördlich des Reiterhofs bildet er einen winzigen Teich und gleich darauf fließt ihm auf seiner linken Seite der Schmitterbach zu. Auf manchen Karten wird der Mühlbach dort selbst auch „Schmitterbach“ genannt.
Der Mühlenbach läuft dann, begleitet von Ruhrauenweg,' durch die Flur Flachsrott und speist dort einen zweiten kleinen Teich. Östlich des Bachs in der Flur Staader Loch befindet sich ein Campingplatz. Der Bach fließt nun mehr und mehr in nördlicher Richtung hintereinander durch die Fluren Hopp Morgen und Auf dem großen Driesch. Bei der Flur Am Kirschbäumchen richtet er dann seine Laufrichtung nach Nord-Nordwesten aus. Er zieht danach durch ein kleines Wäldchen westlich an den früheren Ausflugslokal Haus Kron mit einem Campingplatz vorbei. Auf der anderen Seite erhebt sich dort der 106,3 m hohe Au-Berg.
Der Mühlbach fließt nun durch Grünland an einen kleinen Teich vorbei, kreuzt dann in Richtung West-Nordwesten den Ruhrauenweg und läuft danach n nördlicher Richtung am östlichen Rande des 47,5 ha großen Naturschutzgebiets Ruhrtalhang am Auberg entlang.

### Einzugsgebiet
Das 5,222 km² große Einzugsgebiet des Mühlbachs liegt im Niederbergisch-Märkischen Hügelland und wird durch ihn über die Ruhr und den Rhein zur Nordsee entwässert.

## Natur und Umwelt
Der Mühlenbach durchquert das Naturschutzgebiet Saarn-Mendener Ruhraue (MH-002) und das FFH-Gebiet Ruhraue in Mülheim (DE-4507-301). Es handelt sich um ein Niederungsgewässer. Ab Ende 2017 wurde eine Renaturierung von 460 m des Bachlaufes durchgeführt, insbesondere wurden die Gradlinigkeit reduziert und Stillgewässer geschaffen. Hintergrund der Maßnahmen war die Europäische Wasserrahmenrichtlinie.